# Ottavio Costa
Il conte Ottavio Costa (Conscente, 22 agosto 1554 – Roma, 17 gennaio 1639) è stato un banchiere e collezionista d'arte italiano.
Fu per un periodo mecenate di Michelangelo Merisi, cui commissionò vari quadri, nonché di altri notissimi pittori quali Guido Reni, il Cavalier d'Arpino e Giovanni Lanfranco.

## Biografia
Ottavio Costa, conte di Conscente, feudo Costa, e di Lengueglia, Garlenda e Paravenna per successione dalla madre, era figlio di Giovanni Antonio Costa (1515–1557) e Violante della Lengueglia. La sua famiglia, presente ad Albenga con Nicolino fin dal '300, aveva nei due secoli successivi acquisito un ruolo preminente grazie agli incarichi ecclesiastici dei due membri Pietro, abate a Cuenca, e Pier Francesco, protonotaro apostolico, conte palatino e referendario utriusque signaturae a Roma. Nell'Urbe possedevano case in via dei Leutari e avevano contatti con numerosi alti prelati, primo fra tutti il cardinal Felice Peretti, futuro papa col nome di Sisto V. Nel 1576 Ottavio fu ascritto al patriziato di Genova; dal 1574 si era trasferito a Roma presso il fratello Pier Francesco, futuro vescovo di Savona, a via della Scrofa. Il 13 febbraio 1579 fondò insieme a Juan Enriquez de Herrera (e in quota minore tale Giacomo Valdetaro) la banca che fu la causa prima delle sue fortune, il Banco Herrera & Costa. Il 23 febbraio dello stesso anno fu scelta come sede dell'attività il palazzo degli Spinola di via di Parione oggi noto come Palazzetto dei Piceni. Nel decennio successivo la società ebbe notevole fortuna, tanto da trasferirsi nel 1590 in una sede più spaziosa (palazzo Gaddi Bandini in via del Banco di Santo Spirito) e ottenere, il 25 gennaio 1591, la Depositeria della Camera Apostolica. Alla morte di Juan de Herrera, nel 1610, Ottavio decise di lasciare la gestione del banco a suo figlio Giovanni Antonio, in società con l'erede di Juan, Pietro de Herrera, cui aveva dato in sposa la figlia Luisa. Nel 1619, in febbraio, il banco chiuse per bancarotta e il conte si impegnò finanziariamente per risarcire i creditori del figlio; con il suo spirito intraprendente riuscì a risollevarsi dal fallimento familiare, tanto da riaprire un'attività che gli permise ancora negli anni successivi un alto tenore di vita e acquisti di immobili. Trasferitosi dopo il crack nella zona di Piazza Fiammetta, dove visse dal 1620 al 1625, trascorse gli ultimi anni della sua vita al palazzo Pichi di Roma, dove morì il 17 gennaio 1639.

## Mecenatismo

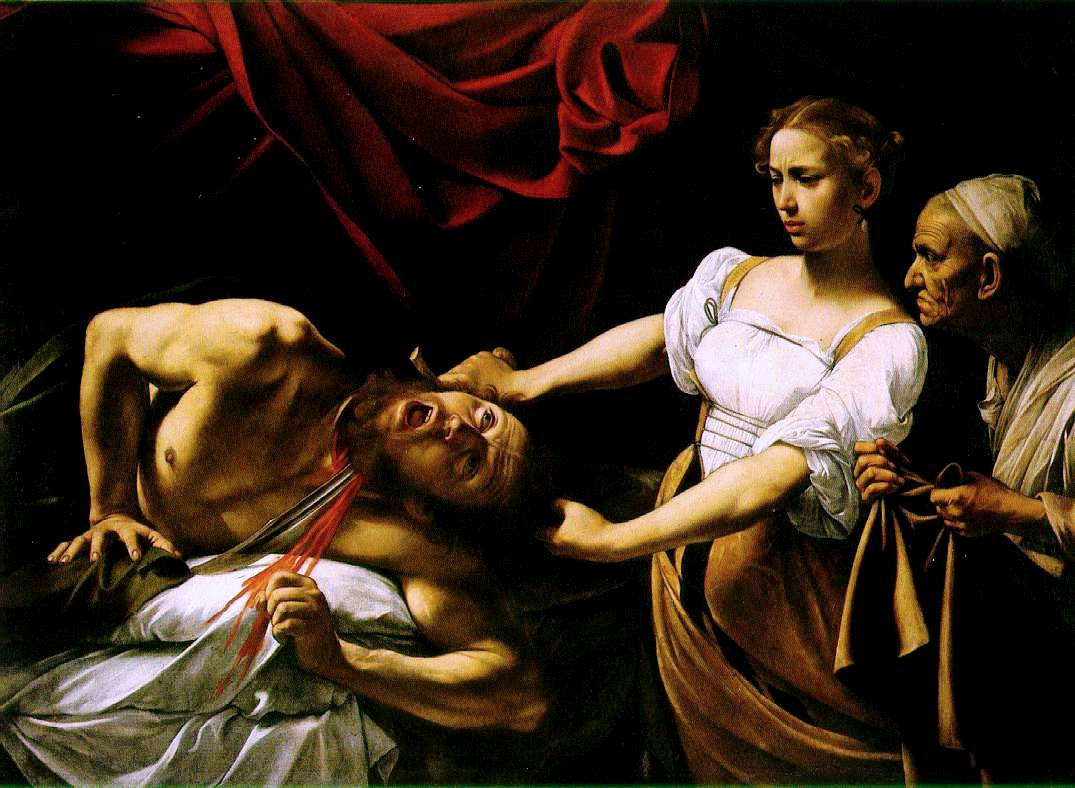
Il più noto tra i quadri commissionati da Ottavio Costa: Giuditta e Oloferne di Caravaggio

Appassionato d'arte e attento alla sua funzione di status symbol, Ottavio commissionò varie tele ai pittori più in vista nell'Urbe. Alcune rimasero nelle sue abitazioni romane e passarono in eredità alla sua numerosa discendenza, tra cui almeno tre quadri di Caravaggio: Giuditta e Oloferne, ora a Palazzo Barberini, San Francesco in estasi, a Hartford, e il San Giovanni nel deserto di Kansas City. Per le sue proprietà in Liguria, cui rimase sempre profondamente legato, commissionò a Guido Reni il Martirio di Santa Caterina, destinato alla chiesa parrocchiale del suo feudo di Conscente, e a Giovanni Lanfranco il Miracolo di San Verano per la cappella di famiglia nella cattedrale di Albenga. Entrambe le opere sono ora custodite al Museo diocesano ingauno. Importante fu anche la serie di copie di pregio che commissionò, tra le quali figura la copia del San Giovanni di Kansas City conservata nel suddetto Museo Diocesano di Albenga. In Liguria protesse e mantenne anche un pittore, Bernardo Rebaudo, che svolse a tutti gli effetti il ruolo di pittore di famiglia, decorando il palazzo Costa di Albenga e dipingendo ritratti e alberi genealogici della casata. Fu inoltre Ottavio a far collocare nella Piazzetta dei Leoni di Albenga, davanti al suo palazzo, le tre sculture che le danno il nome.

## Discendenza
Ottavio Costa sposò in prime nozze, nel 1577, Vittoria Doria, che morì due anni dopo. In seconde nozze sposò nel 1586 Laura Spinola, figlia di Ambrogio e Bianca Malaspina. Da lei ebbe tredici figli:
- Violante (1591 –?), sposa nel 1608 di Carlo della Rovere
- Giovanni Antonio (1592–1659), che fu prima suo erede a capo del banco e dopo il fallimento si fece abate
- Pier Francesco (1594–1653), Vescovo di Savona
- Bianca (1595 –?), sposa di Ottaviano del Carretto
- Alessandro (1597–1634), Cavaliere Gerosolimitano
- Valerio (1598–1653), abate
- Luisa (1599–1677), sposa di Pietro de Herrera
- Aurelia (1600 –?), sposa di Carlo d'Aste
- Silvestro (1601–1603), morto infante
- Benedetto (1603–1659), sposò Maria Cattaneo, con discendenza
- Antoniotto (1604–1674), Cavaliere Gerosolimitano
- Ambrogio (1605–1671), abate
- Caterina (1607 –?), suora col nome di Maria Ottavia nel monastero di Santa Lucia in Selci
- Teodora (1608 –?), sposa di Carlo Antonio dal Pozzo, del ramo romano della famiglia biellese